# Rigoberto Perezcano
Rigoberto Perezcano (né à Zaachila, dans l'État de Oaxaca) est un réalisateur et scénariste mexicain.

## Biographie
Après des études de droit, Rigoberto Perezcano intègre l'université nationale autonome du Mexique pour faire des études de cinéma. Il réalise quelques documentaires, notamment Avoir 15 ans à Zaachila (XV en Zaachila) (2002), ou il présente la vie d'adolescents dans sa ville natale. Ce documentaire est primé comme Meilleur moyen-métrage documentaire au Festival international du film de Morelia en 2003.
Il passe à la fiction en 2009 avec le film Norteado. Le film raconte l'histoire d'un jeune fermier d'Oaxaca de Juárez qui tente de traverser la frontière pour aller aux États-Unis. Le film est nommé pour des prix plusieurs fois et remporte l'Étoile d'or du festival international du film de Marrakech.

## Filmographie
- 2003 : Avoir 15 ans à Zaachila (Documentaire)
- 2003 : Tula espejo del cielo (Documentaire)
- 2009 : Norteado
- 2014 : Carmin Tropical